# Universidad Yeshiva
La Universidad Yeshiva (en inglés:Yeshiva University) es una universidad privada judía de Nueva York. Tiene seis campus universitarios, uno de ellos en Israel. Fue fundada en 1886, es una institución puntera en investigación, que ocupa la posición número 50 en el ranking de las universidades estadounidenses. Un seminario rabínico (el Seminario Teológico Rabino Isaac Elchanan) (RIETS) fue fundado 1896.

## Instituciones educativas
Las escuelas de pregrado de la Universidad Yeshiva (el Colegio Yeshiva, el Colegio Stern para Mujeres, y la Escuela de Negocios Sy Syms) ofrecen un plan de estudios que está basado en la corriente del judaísmo ortodoxo moderno, y en el concepto de Torá Umadá (hacer posible el aprendizaje de la Torá, y la enseñanza de los estudios seculares). La Escuela de Medicina Albert Einstein, el Colegio de Leyes Cardozo, y las otras escuelas de grado de la Universidad Yeshiva, promueven la excelencia en el ámbito profesional, y el desarrollo de los valores éticos.

### Academia Talmúdica Marsha Stern
La Academia Talmúdica Marsha Stern, también conocida como Yeshiva University High School for Boys y Academia Talmúdica de Manhattan, es una escuela secundaria judía ortodoxa y una yeshivá. La academia talmúdica, está ubicada en el barrio de Manhattan, es una escuela secundaria preparatoria para los futuros alumnos de la Universidad Yeshiva, la escuela está ubicada en el barrio de Washington Heights, en el distrito de Manhattan de la ciudad de Nueva York.

#### Actividades
Los estudiantes de la academia pueden participar en muchas actividades, se reúnen después de la escuela y durante los almuerzos. La escuela tiene equipos de baloncesto, hockey, y lucha libre, así como de esgrima, béisbol, softball, natación y fútbol. Otras actividades realizadas por los alumnos incluyen jugar al ajedrez y realizar impresiones en 3D. Los estudiantes de la yeshivá también editan varias publicaciones. Durante los últimos años la escuela ha enviado a algunos grupos de estudiantes y a delegaciones a países como Turquía, Alemania, Polonia e Israel.

#### Clases
La escuela ofrece clases matutinas sobre la Guemará y el Tanaj. Por la tarde la escuela ofrece los estudios seculares, incluyendo la asignatura de historia. Los estudiantes de décimo grado pueden aprender algo de historia europea. Los estudiantes de undécimo grado pueden aprender cursos sobre cálculo, física, biología e informática. Los estudiantes de duodécimo grado aprenden la asignatura de historia de los Estados Unidos, literatura inglesa, cálculo y economía. También se enseña idioma hebreo moderno e idioma español. Además, los estudiantes del último año tienen la opción de aprender cursos en el colegio de la yeshivá, y en la Escuela de Negocios Sy Syms. Casi todas las clases que se ofrecen dentro de la escuela están abiertas a los estudiantes de diferentes niveles, incluyendo a estudiantes principiantes, intermedios y avanzados.

#### Edificio
El edificio estaba originalmente planeado sólo para albergar una escuela secundaria, pero fue compartido con las otras escuelas de la Universidad Yeshiva durante muchos años, antes de que el campus se expandiera, hoy en día ese edificio está casi totalmente ocupado por la escuela secundaria, y por los otros edificios del campus principal de la universidad que lo rodean. Actualmente el jefe de la academia es el Rabino Josh Kahn, y el director de la yeshivá es el Rabino Michael Taubes.

#### Historia
La Academia Talmúdica de Manhattan fue fundada en 1916 por el Rabino Bernard Revel. Fue la primera escuela secundaria judía académica en América, y la primera en ofrecer un plan de estudios dual, que ahora es habitual en las escuelas judías, de enseñanza judía y estudios seculares. El colegio originalmente estaba ubicado en el Lower East Side de Manhattan, y se trasladó a Washington Heights con el resto de la yeshivá a finales de la década de los años 1920. 

#### Valores
Los principales valores de la escuela son los mismos valores de la Universidad Yeshiva, una filosofía llamada Torah Umadá. Esta idea enfatiza la enseñanza tanto de la Torá como de los estudios seculares. Las clases que se enseñan tratan sobre los estudios judíos, incluyendo la Guemará, el Talmud, el Tanaj, la Biblia hebrea, y la Halajá (la Ley judía). Estas clases se imparten durante la mañana. Por la tarde, los estudiantes participan en un programa de estudios generales, muchas de estas clases terminan con algunas pruebas de nivel avanzado.

### Colegio Stern para Mujeres
El Colegio Stern para Mujeres (en inglés estadounidense: Stern College for Women) es el colegio universitario femenino de ciencia y bellas artes de la Universidad Yeshiva. El colegio está ubicado en el campus Israel Henry Beren de la universidad, en la sección Murray Hill de Manhattan, Nueva York.

#### Historia
El Colegio Stern para Mujeres fue fundado en 1954, gracias a una donación del difunto industrial Max Stern. Actualmente, el centro atiende a más de 2.000 estudiantes, procedentes de aproximadamente dos docenas de estados de los Estados Unidos, y a un número similar de naciones, incluyendo a los estudiantes registrados en la Escuela de Negocios Sy Syms. Karen Bacon es la decana de la escuela. Muchos de los estudiantes de la escuela asisten a los servicios religiosos de la sinagoga Adereth El, que está ubicada en la calle 29.

#### Plan de estudios
El colegio ofrece programas en ciencias, ciencias sociales, humanidades y estudios judíos, junto con programas combinados de licenciatura en odontología, fisioterapia e ingeniería, entre otros. El colegio otorga el título de bellas artes, y también otorga el título asociado de lengua, literatura y cultura hebrea. El plan de estudios dual del colegio Stern para mujeres, incluye el programa básico de estudios judíos, un curso de dos años de introducción a la Biblia, Halajá, Ley judía, e idioma hebreo, que permite a los estudiantes sin los antecedentes tradicionales de la yeshivá o de la escuela diurna, integrarse en el curso de estudios judíos de la universidad. El departamento de estudios judíos de Rebecca Ivry, ofrece cursos que van desde niveles elementales hasta niveles avanzados en Biblia, idioma hebreo, historia judía, filosofía judía, leyes judías y costumbres judías. El programa de honores Daniel Abraham, hace hincapié en la escritura, el análisis crítico, el enriquecimiento cultural, la tutoría individual y el desarrollo de las habilidades de liderazgo.

#### Ubicación
El edificio está ubicado en el número 245 de la Avenida Lexington, y es conocido comúnmente como el edificio Stern. El edificio es el centro del campus universitario, el cual incluye una sala de estudio, una cafetería, una biblioteca y un laboratorio de ciencias.

### Colegio Yeshiva
El Colegio Yeshiva (en inglés: Yeshiva College) está ubicado en el barrio de Washington Heights en la ciudad de Nueva York, en el Alto Manhattan. Es la facultad de artes y de ciencias liberales para hombres de la Universidad Yeshiva. El Colegio Stern para Mujeres, en inglés: Stern College for Women) es la contraparte femenina del Colegio  Yeshiva. La arquitectura del edificio refleja la búsqueda de un estilo claramente apropiado para una academia judía americana. Aproximadamente 1.100 estudiantes, de dos docenas de países diferentes, incluidos los estudiantes registrados en la Escuela de Negocios Sy Syms, asisten al Colegio Yeshiva. El 27 de julio de 2009, se anunció que Barry L. Eichler, iba a suceder  a David J. Srolovitz como decano del Colegio Yeshiva. Los estudiantes del Colegio Yeshiva siguen un programa educativo dual que combina las artes y las ciencias liberales y los estudios profesionales con el estudio de la Torá y la herencia judía, reflejando la filosofía educativa conocida como Torá Umadá, que se traduce vagamente como "La Torá y el conocimiento secular" (la interacción entre el judaísmo y la cultura secular).

#### Actividades
Los deportes incluyen baloncesto, tenis, esgrima, golf, fútbol, voleibol, lucha libre, y béisbol. Otras actividades estudiantiles incluyen editar el periódico del colegio y gestionar la estación de radio WYUR. El gobierno estudiantil incluye la asociación de estudiantes del Colegio Yeshiva (en inglés: Yeshiva College Students Association) (YCSA), la unión de estudiantes de la yeshivá (en inglés: Yeshiva Students Union) (YSU), la organización estudiantil de los programas de estudios de la yeshivá y el judaísmo, y la asociación de estudiantes de la Escuela de Negocios Sy Syms.

#### Historia
Al igual que muchos colegios y universidades estadounidenses, el Colegio Yeshiva fue fundado como un seminario rabínico religioso. El Seminario Teológico Rabino Isaac Elchanan (RIETS, por sus siglas en inglés) fue establecido en 1896 como la primera yeshivá para llevar a cabo estudios talmúdicos avanzados en los Estados Unidos de América. Su primer presidente, el Dr. Bernard Revel, imaginó una institución en la que los estudiantes de la yeshivá podían "combinar armoniosamente lo mejor de la cultura moderna con el aprendizaje y el espíritu de la Torá". A través de los esfuerzos del Dr. Revel, el Colegio Yeshiva fue fundado en 1928, con 31 estudiantes. La creación del colegio coincidió con el traslado del Seminario Teológico Rabino Isaac Elchanan (RIETS), al recién construido campus de Washington Heights. Desde sus inicios, el Colegio Yeshiva ha estado capacitando a líderes judíos seculares y religiosos. El crecimiento del alumnado a lo largo de los años, exigió la construcción de las residencias universitarias Rubin y Morgenstern, que complementaron la residencia universitaria Muss original, y que posteriormente fue reformada. El crecimiento de los programas académicos también requirió la creación de la biblioteca Mendel Gottesman, para albergar sus colecciones manuscritos y libros raros. Las colecciones de la biblioteca Pollack tratan sobre los estudios seculares. También tuvo lugar la construcción de los salones Furst y Belfer, para tener un espacio adicional de aula, administración, y laboratorio. El Colegio Yeshiva cuenta ahora con una matrícula de más de 1000 alumnos de pregrado y 300 estudiantes adicionales, que aprenden en las principales yeshivas de Israel. Los estudiantes provienen de la diáspora judía mundial, incluyendo a estudiantes de Norteamérica, Sudamérica, Europa, Israel, y Australia. A este diverso cuerpo estudiantil, el Colegio Yeshiva ofrece un variado programa de estudios de judaicos y de artes combinados con servicios intensivos de apoyo para satisfacer sus necesidades educativas, sociales y religiosas.

#### Programas
El programa de honores de Jay y Jeanie Schottenstein (1999) está diseñado para los estudiantes excepcionalmente dotados que buscan experiencias intelectualmente rigurosas, tutoría individualizada, emocionantes oportunidades de investigación y desarrollo de sus habilidades de liderazgo. También ofrecen viajes de verano a países como Japón, Italia y España. La participación en el programa está abierta a los estudiantes adecuadamente preparados, y aumenta las oportunidades académicas de la universidad para todos aquellos estudiantes altamente motivados del Colegio Yeshiva. Durante los últimos seis años, gracias a la generosidad del Sr. Ronald P. Stanton, la universidad ha experimentado un crecimiento del 30% por ciento en su facultad de ciencias, humanidades y ciencias sociales. El Colegio Yeshiva también realiza programas de administración de empresas, odontología, ingeniería, educación judía, estudios judíos, derecho, terapia ocupacional, optometría, medicina, pediatría y trabajo social. El Programa Daniel Abraham Israel permite a los estudiantes que quieren pasar un año en Israel, realizar cursos en un centro educativo israelí. En reconocimiento a los más de 20 años de apoyo sostenido por parte de la familia Wilf, por sus muchas contribuciones al Colegio Yeshiva, especialmente en el área de las becas basadas en la necesidad y en el mérito, el campus del barrio de Washington Heights, fue nombrado en su honor (2002). Más recientemente, la finalización del centro Glueck para los estudios judíos (2009), en el corazón del campus Wilf, reafirma la centralidad que tienen los estudios de la Torá, en la visión académica del colegio.

#### Ubicación
Actualmente, aproximadamente el 90% de la población estudiantil vive en el campus. El Campus Wilf incluye tres edificios principales de dormitorios: las residencias Morgenstern, Muss y Rubin. Muchos estudiantes viven en las viviendas independientes de los alrededores, que son administradas por la universidad, o en otros edificios cercanos. El campus está ubicado en el área de la avenida Ámsterdam y cerca de la calle West 185th (la oficina central de la universidad está situada en el número 500 de la calle 185th).

### Escuela de Medicina Albert Einstein
La Escuela de Medicina Albert Einstein (en inglés: Albert Einstein College of Medicine ) es la facultad de medicina de la Universidad Yeshiva. Está situada en el Bronx, Nueva York. Inició sus clases el 12 de septiembre de 1955. La primera promoción tenía 56 estudiantes. La facultad admite alrededor de 180 estudiantes por año. Combinada con estudiantes de postgrado, en el año 2000 tenía alrededor de 800 estudiantes.

### Instituto Femenino Samuel H. Wang
El Instituto Femenino Samuel H. Wang de la Universidad Yeshiva (en inglés: Samuel H. Wang Yeshiva University High School for Girls ) (YUHSG), popularmente conocido como "Central", ofrece planes de estudios preparatorios para la universidad y programas de estudios judíos que conducen a la obtención de un diploma académico avalado por la junta de regentes del Estado de Nueva York y por la Comisión para la Educación Superior en los Estados Medios.

#### Actividades
Las alumnas del instituto participan en diversas actividades extracurriculares que incluyen: el aprendizaje de la Torá, arte, baloncesto, debate, drama, fútbol, hockey, música, softball, tenis, viajes, voleibol, y servicio comunitario.
Un ejemplo de ello es su participación en un programa donde visitan varios hogares de ancianos y centros de rehabilitación. El instituto colabora con organizaciones no gubernamentales como Yachad, el Círculo de Amistad, y Chai Lifeline. Las alumnas del instituto también participan en un desfile para celebrar la existencia del Estado de Israel.

#### Clases
El instituto Samuel H. Wang ofrece a todas las estudiantes un programa integral de preparación para la universidad e imparte asignaturas judaicas. Las ofertas de colocación avanzada incluyen; literatura inglesa, lengua inglesa, historia judía, historia americana, gobierno, cálculo, química, biología, arte y psicología. Los cursos optativos incluyen, español, francés, árabe, ciencia, física, fisiología y medicina forense. Las estudiantes del último año pueden realizar cursos en la Escuela de Negocios Sy Syms y diversos programas en el Queens College. Un instituto de ciencias de reciente creación ofrece a las estudiantes la oportunidad de realizar investigaciones científicas avanzadas y mejorar sus conocimientos científicos.

#### Subvenciones
El Instituto Femenino Samuel H. Wang, también llamado "Central", recibió recientemente una subvención de 191.000$ dólares de la Fundación Gruss para poner en marcha un programa innovador llamado STEM (ciencia, tecnología, ingeniería, y matemáticas) que aumenta la participación de las mujeres en oficios que tradicionalmente han sido realizados por los hombres.

#### Ubicación
La escuela está afiliada con la Universidad Yeshiva, el instituto está ubicado en Holliswood, en el barrio de Queens de la ciudad de Nueva York.  Actualmente Miriam Goldberg es la presidenta, Chaya Batya Neugroschl es la directora de la escuela, Beverly Segal es la directora asociada y Bracha Rutner es la subdirectora.

#### Valores
El instituto Samuel H.Wang tiene como misión educativa enseñar y perpetuar la filosofía del judaísmo ortodoxo moderno, basado en los principios de la Torá Umadá. Su meta es preparar a los estudiantes para entrar en la edad adulta como judíos informados y comprometidos, y como miembros de la sociedad en general con una amplia educación y curiosidad intelectual.

### Seminario Teológico Rabino Isaac Elchanan
El Seminario Teológico Rabino Isaac Elchanan (en inglés estadounidense: Rabbi Isaac Elchanan Theological Seminary ) (RIETS) es el seminario rabínico de la Universidad Yeshiva, está ubicado al norte de Manhattan, en Nueva York, en el barrio de Washington Heights. Lleva el nombre del Rabino Isaac Elchanan Spektor, quien murió en el año de su fundación, en 1896.

#### Afiliación
El Seminario Teológico Rabino Isaac Elchanan, está afiliado a la Universidad Yeshiva, es un centro líder para el estudio del Talmud y muchas otras áreas del estudio tradicional de la Torá, así como para la formación profesional de los rabinos y los educadores. La Universidad Yeshiva ofrece investigación académica y becas.

#### Plan de estudios
El seminario ofrece un plan de estudios dual de pregrado en estudios religiosos y seculares. Además de sus diversas escuelas de pregrado, la universidad incluye la Facultad de Medicina Albert Einstein, y las escuelas profesionales y de postgrado en derecho, psicología, trabajo social, educación, administración y estudios académicos judíos.

## Filosofía

### Torá Umadá
Torá Umadá (en hebreo: תּוֹרָה וּמַדָּע, "la Torá y el conocimiento [científico]") es una filosofía del judaísmo ortodoxo, relativa a la interrelación entre el mundo secular y el judaísmo, en particular entre el conocimiento religioso y el conocimiento secular judío. El modo resultante del judaísmo ortodoxo se le conoce como judaísmo ortodoxo moderno. Torá Umadá, tal como se formula hoy en día, es a menudo visto como un producto de las enseñanzas y la filosofía del Rabino Joseph B. Soloveitchik (1903-1993), el director del Seminario Teológico Rabino Isaac Elchanan (RIETS) de la Universidad Yeshiva. A Soloveitchik se le ve a menudo como quien articuló un paradigma que permitió una síntesis entre el estudio de la Torá y la vida occidental, la erudición secular, así como la participación positiva con la comunidad en general. Soloveitchik el mismo no usó el término, pero algunos de sus estudiantes caracterizan su legado usando este término. La filosofía de la Torá Umadá sigue estando estrechamente asociada con la Universidad Yeshiva.

## Alumnos destacados
- Paul Gottfried, filósofo paleoconservador y académico de la universidades Yale, Case Western Reserve y Elizabethtown College.
- Geoffrey Bowers, abogado conocido por ser despedido a causa de su homosexualidad y VIH positivo.